# Red Clown
Red Clown, var ett svenskt förlag 1973-1975 som bland annat gav ut skräckserier och Marvelserier. Förlaget grundades av Bo Lundquist och Bob Benson.

## Historik
Red Clown grundades och drevs av affärsmannen Bo Lundquist (alias Bo Caesar) samt art directorn och animatören Robert "Bob" Benson i början av 1970-talet. Benson, ursprungligen från England, hade tidigare bland annat gjort SVTs julkalender "Regnbågslandet" 1970. Utgivningen varade endast mellan 1973 och 1975, med ett utbud som huvudsakligen bestod av genrer som äventyr, skräck och superhjältar. 1974 började Red Clown ge ut Marvelserier i Sverige, och blev därmed det tredje svenska förlaget, efter Centerförlaget och Williams förlag, att försöka sig på Marvelutgivning. Deras försök blev kortvarigt och redan efter två nummer lades tidningen Hulk ner. Tidningarna Mästaren på karate och Spindelmannen klarade sig i två år. Förlaget gav också ut ett par westernserier, en sporttidning, några barnserier samt ett par agent-tidningar, varav några med lätt ekivok inriktning. Flera av förlagets titlar innehåller serieadaptioner av tv-serier: "Cannon", "Alias Smith & Jones" och "TV-album", som innehåller "Snobbar som jobbar", "Cannon", "Alias Smith och Jones" samt "Hawaii Five-0".
Totalt publicerade Red Clown 122 serieutgåvor fördelade på 32 titlar.